# Franco Maria Malfatti
Franco Maria Malfatti di Monte Tretto (Rome, 13 juni 1927 - aldaar, 10 december 1991) was een Italiaanse politicus, voornamelijk bekend als de derde voorzitter van de Europese Commissie.

## Biografie
Malfatti is genealogisch een verwant van Filips IV van Frankrijk en zijn vrouw Johanna I van Navarra. Hij was actief binnen de christendemocratische jeugdbeweging. In 1951 werd hij verkozen tot nationale vertegenwoordiger van jonge leden. Zeven jaar later werd Malfatti verkozen tot afgevaardigde van het district Rieti en Umbrië. In 1963 werd hij staatssecretaris, achtereenvolgens voor de departementen Industrie en Handel, Buitenlandse Zaken en Begroting en Planning.
Hij was een belangrijk lid van het dagelijks bestuur van de partij Democrazia Cristiana (Christendemocratische partij). Binnen de partij was hij hoofd van het politiek bureau en regelde verschillende institutionele aangelegenheden. In Democrazia Cristiana was Malfatti een lid van de Dossetti-lobby, tezamen met Amintore Fanfani, Aldo Moro en Giorgio La Pira. Later zou Malfatti werkzaam zijn bij de nationale regering als minister van Buitenlandse Zaken (1979-80), Financiën (1978-79), Industrie, Ontwikkeling, Telecommunicatie en Handel. 
Tussen 1970 en 1972 was Malfatti de derde president van de Europese Commissie, het uitvoerende orgaan van de Europese Gemeenschappen. De commissie-Malfatti werd gekenmerkt door de toetredingsonderhandelingen die uiteindelijk zouden leiden tot het Verdrag van toetreding in 1972. Daarnaast werd onder zijn leiding verder gebouwd op het financiële kader van de Unie en werd de gemeenschappelijke markt uitgebreid. In 1972 nam Malfatti ontslag, omdat hij meedeed aan de verkiezingen in Italië. 
In de jaren tachtig was Malfatti hoofd van de Italiaanse delegatie in het democratisch verkozen Europees Parlement. 